# Le Tireur de Charleroi
 (juillet 2017).
Si vous disposez d'ouvrages ou d'articles de référence ou si vous connaissez des sites web de qualité traitant du thème abordé ici, merci de compléter l'article en donnant les références utiles à sa vérifiabilité et en les liant à la section « Notes et références ».
Le club Le Tireur de Charleroi est un des premiers clubs de boxe française en Belgique. Il a été créé, en 1975, par Jean-Pierre Julémont, premier Champion d'Europe belge des poids légers en 1970. 
Originaire de la région de Verviers, celui-ci a formé plusieurs élèves carolos qui sont devenus moniteurs fédéraux et qui ont géré le club de 1975 jusqu'au début des années 1980. 
La première bande de copains à l'initiative de ce développement était constituée de BB Carvounis, Giovanni Ruzzu, Claude Goblet et de Charlie Etenaille. Tous ont également fait partie des premiers compétiteurs belges et des premières sorties internationales, ayant apporté ses premières lettres de noblesse au Club. 
En 1979, apparaissent les frères Umek qui, à la suite du départ des premiers moniteurs, reprennent en 1983, la totale gestion du club sans jamais l'avoir quittée depuis.
Après une carrière d'athlète de haut niveau de plus de 10 ans (1982 à 1992), couronnée par 7 titres de champion de Belgique (3 en junior - 4 en sénior), un titre de champion Europe Junior en 84 et un titre de champion d'Europe Elite en 1990, Ivan Umek, aidé de son frère Rudy, n'a eu de cesse de participer au développement de la Boxe Française Savate en Belgique et dans la région de Charleroi.
Ce club organise chaque année le Savate Carolo Trophy, un gala international de Boxe Française - Savate.